# Lucas Lynggaard Tønnesen
Lucas Lynggaard Tønnesen (Copenaghen, 13 luglio 2000) è un attore danese.

## Biografia
Ha debuttato all'età di 12 anni recitando il ruolo di Buster, un ragazzino che cerca di ricordare a tutti di usare sempre l'immaginazione, nel musical e circo per bambini Cirkus Summarum. Nel 2013 recita nella commedia Player e nel thriller Carl Mørck - 87 minuti per non morire. Nel 2018, interpreta il ruolo di Rasmus nella serie tv post-apocalittica The Rain, trasmessa su Netflix.

## Filmografia

### Cinema
- Player, regia di Tomas Villum Jensen (2013)
- Carl Mørck - 87 minuti per non morire (Kvinden i buret), regia di Mikkel Nørgaard (2013)
- I stykker, regia di Eirik Sæter Stordahl - cortometraggio (2015)
- En tjeneste, regia di Alexander Rahnami Mannstaedt - cortometraggio (2019)
- Sail On, My Love, regia di Jonatan Egholm Keis e Ludvig Frøkjær Thomsen - cortometraggio (2021)
- Salmon, regia di Mattis Huus Heurlin - cortometraggio (2023)
- Akvarium, regia di Emilie Kroyer Koppel - cortometraggio (2023)
- Paradise, regia di Boris Kunz, Tomas Jonsgården e Indre Juskute (2023)

### Televisione
- Cirkus Summarum – serie TV, 1 episodio (2012)
- Tidsrejsen – serie TV, 6 episodi (2014)
- The Rain – serie TV, 20 episodi (2018-2020)
- Borgen - Il potere (Borgen) - serie TV, 8 episodi (2022)
- 1899 - serie TV, 8 episodi (2022)

### Teatro
- Cirkus Summarum (2012)

## Doppiatori italiani
Nelle versioni in italiano delle opere in cui ha recitato, Lucas Lynggaard Tønnesen è stato doppiato da:
- Tommaso Di Giacomo in The Rain
- Gabriele Vender in Paradise